# جلیل صمیمی
سرهنگ جلیل صمیمی رئیس شهربانی کل کشور (از ۲۳ دی ۱۳۶۱ تا ۳۰ تیر ۱۳۶۶) بود.
سرهنگ صمیمی از فارغ التحصیلان دانشکده افسری شهربانی بود که در سال ۱۳۳۶ وارد این دانشکده شد. او به مدت ۹ سال در تهران و ۹ سال در کرمانشاه فعالیت کرده و سپس به ریاست رئیس آگاهی و رئیس پلیس کرمانشاه منصوب می‌شد. پس از پیروزی انقلاب ابتدا معاون شهربانی و سپس به ریاست شهربانی استان منصوب می‌شود بعد از آن مسئولیت ریاست شهربانی خراسان را به عهده می‌گیرد.
جلیل صمیمی در تاریخ ۲۳ دی ۶۱ پس از سید ابراهیم حجازی به ریاست شهربانی کل کشور منصوب شده و تا ۳۰ تیر ۱۳۶۶ در این سمت باقی می‌ماند وی پس از آن به سمت مشاور وزیر کشور در امور انتظامی منصوب می‌گردد.